# Costanza d'Asburgo
Costanza Renata d'Asburgo, detta anche Costanza d'Austria (Graz, 24 dicembre 1588 – Varsavia, 10 luglio 1631), fu una arciduchessa d'Austria e regina consorte di Svezia.
Era la quinta figlia degli arciduchi Carlo II d'Austria e di Maria Anna di Baviera. I suoi nonni paterni erano l'imperatore Ferdinando I d'Asburgo e Anna di Boemia, figlia a sua volta di Vladislao II, re di Boemia e Ungheria. I suoi materni erano il duca Alberto V di Baviera e Anna d'Asburgo-Jagellone.

## Biografia
Sorella di Anna, alla morte di quest'ultima nel 1598, suo marito il re Sigismondo Vasa decise di sposarsi in seconde nozze con Costanza. La cerimonia ufficiale si celebrò l'11 settembre del 1605.
Costanza fu un'ambiziosa politica. Immediatamente dopo il matrimonio, compì sforzi per influire in politica. Costruì una forte fazione di seguaci, con l'organizzazione di matrimoni tra le sue donzelle e nobili poderosi. Rappresentò gli interessi della famiglia degli Asburgo in Polonia, e influenzò la nomina di incarichi a corte, al governo e in chiesa. La sua confidente più vicina fu Urszula Meyerin.
Costanza parlava spagnolo, latino e italiano. Imparò il polacco dopo il matrimonio, però non le piaceva utilizzarlo. Era molto religiosa e andava a messa due volte al giorno. Fu inoltre una mecenate di chierici, pittori e architetti. Finanziò la costruzione di vari palazzi per i suoi figli, però anche lei fu descritta come una donna economica.
Nel 1623 Costanza comprò Żywiec da Mikołaj Komorowski, che era proibito dalla legge ai membri della famiglia reale e provocò malintesi con il Parlamento. Poco tempo dopo (nel 1626) proibì agli ebrei di vivere nella città.
Costanza voleva garantire la successione di suo figlio al trono, e di non farlo ereditare al figlio di primo letto di suo marito, però non seguito.

## Discendenza
Costanza diede a Sigismondo altri sette figli:
- Giovanni Casimiro (Cracovia, 25 dicembre 1607-Cracovia, 14 gennaio 1608);
- Giovanni Casimiro (Cracovia, 22 maggio 1609-Nevers, 16 dicembre 1672);
- Giovanni Alberto (Varsavia, 25 maggio 1612-Cracovia, 22 dicembre 1634);
- Carlo Ferdinando (Varsavia, 13 ottobre 1613-Wyszków, 9 maggio 1655);
- Alessandro Carlo (Varsavia, 4 novembre 1614-Varsavia, 19 novembre 1634);
- Anna Costanza (26 gennaio 1616-24 maggio 1616);
- Anna Caterina Costanza (Varsavia, 7 agosto 1619-Colonia, 8 ottobre 1651), che sposò Filippo Guglielmo del Palatinato.

## Ascendenza
|                         |                         |                          | Genitori                   |  |  | Nonni |  |  | Bisnonni               |  |  | Trisnonni              |  |
|                         |                         |                          |                            |  |  |       |  |  | Filippo I di Castiglia |  |  | Massimiliano I del SRI |  |
|                         |                         |                          |                            |  |  |       |  |  | Filippo I di Castiglia |  |  | Massimiliano I del SRI |  |
|                         |                         | Maria di Borgogna        |                            |  |  |       |  |  | Filippo I di Castiglia |  |  |                        |  |
| Ferdinando I del SRI    |                         |                          |                            |  |  |       |  |  | Filippo I di Castiglia |  |  |                        |  |
|                         |                         | Giovanna di Castiglia    | Ferdinando II d'Aragona    |  |  |       |  |  |                        |  |  |                        |  |
|                         |                         | Giovanna di Castiglia    | Ferdinando II d'Aragona    |  |  |       |  |  |                        |  |  |                        |  |
|                         |                         | Giovanna di Castiglia    | Isabella di Castiglia      |  |  |       |  |  |                        |  |  |                        |  |
| Carlo II d'Austria      |                         | Giovanna di Castiglia    |                            |  |  |       |  |  |                        |  |  |                        |  |
|                         |                         | Ladislao II Jagellone    | Casimiro IV Jagellone      |  |  |       |  |  |                        |  |  |                        |  |
|                         |                         | Ladislao II Jagellone    | Casimiro IV Jagellone      |  |  |       |  |  |                        |  |  |                        |  |
|                         |                         | Ladislao II Jagellone    | Elisabetta d'Asburgo       |  |  |       |  |  |                        |  |  |                        |  |
| Anna Jagellone          |                         | Ladislao II Jagellone    |                            |  |  |       |  |  |                        |  |  |                        |  |
|                         |                         | Anna di Foix-Candale     | Gastone II di Foix-Candale |  |  |       |  |  |                        |  |  |                        |  |
|                         |                         | Anna di Foix-Candale     | Gastone II di Foix-Candale |  |  |       |  |  |                        |  |  |                        |  |
|                         |                         | Anna di Foix-Candale     | Caterina di Navarra        |  |  |       |  |  |                        |  |  |                        |  |
| Costanza d'Asburgo      |                         | Anna di Foix-Candale     |                            |  |  |       |  |  |                        |  |  |                        |  |
|                         | Guglielmo IV di Baviera | Alberto IV di Baviera    |                            |  |  |       |  |  |                        |  |  |                        |  |
|                         | Guglielmo IV di Baviera | Alberto IV di Baviera    |                            |  |  |       |  |  |                        |  |  |                        |  |
|                         | Guglielmo IV di Baviera | Cunegonda d'Asburgo      |                            |  |  |       |  |  |                        |  |  |                        |  |
| Alberto V di Baviera    | Guglielmo IV di Baviera |                          |                            |  |  |       |  |  |                        |  |  |                        |  |
|                         |                         | Maria Giacomina di Baden | Filippo I di Baden         |  |  |       |  |  |                        |  |  |                        |  |
|                         |                         | Maria Giacomina di Baden | Filippo I di Baden         |  |  |       |  |  |                        |  |  |                        |  |
|                         |                         | Maria Giacomina di Baden | Elisabetta di Wittelsbach  |  |  |       |  |  |                        |  |  |                        |  |
| Marianna di Wittelsbach |                         | Maria Giacomina di Baden |                            |  |  |       |  |  |                        |  |  |                        |  |
|                         |                         | Ferdinando I del SRI     | Filippo I di Castiglia     |  |  |       |  |  |                        |  |  |                        |  |
|                         |                         | Ferdinando I del SRI     | Filippo I di Castiglia     |  |  |       |  |  |                        |  |  |                        |  |
|                         |                         | Ferdinando I del SRI     | Giovanna di Castiglia      |  |  |       |  |  |                        |  |  |                        |  |
| Anna d'Asburgo          |                         | Ferdinando I del SRI     |                            |  |  |       |  |  |                        |  |  |                        |  |
|                         |                         | Anna Jagellone           | Ladislao II di Boemia      |  |  |       |  |  |                        |  |  |                        |  |
|                         |                         | Anna Jagellone           | Ladislao II di Boemia      |  |  |       |  |  |                        |  |  |                        |  |
|                         |                         | Anna Jagellone           | Anna di Foix-Candale       |  |  |       |  |  |                        |  |  |                        |  |
|                         |                         | Anna Jagellone           |                            |  |  |       |  |  |                        |  |  |                        |  |